# Benno Fürmann

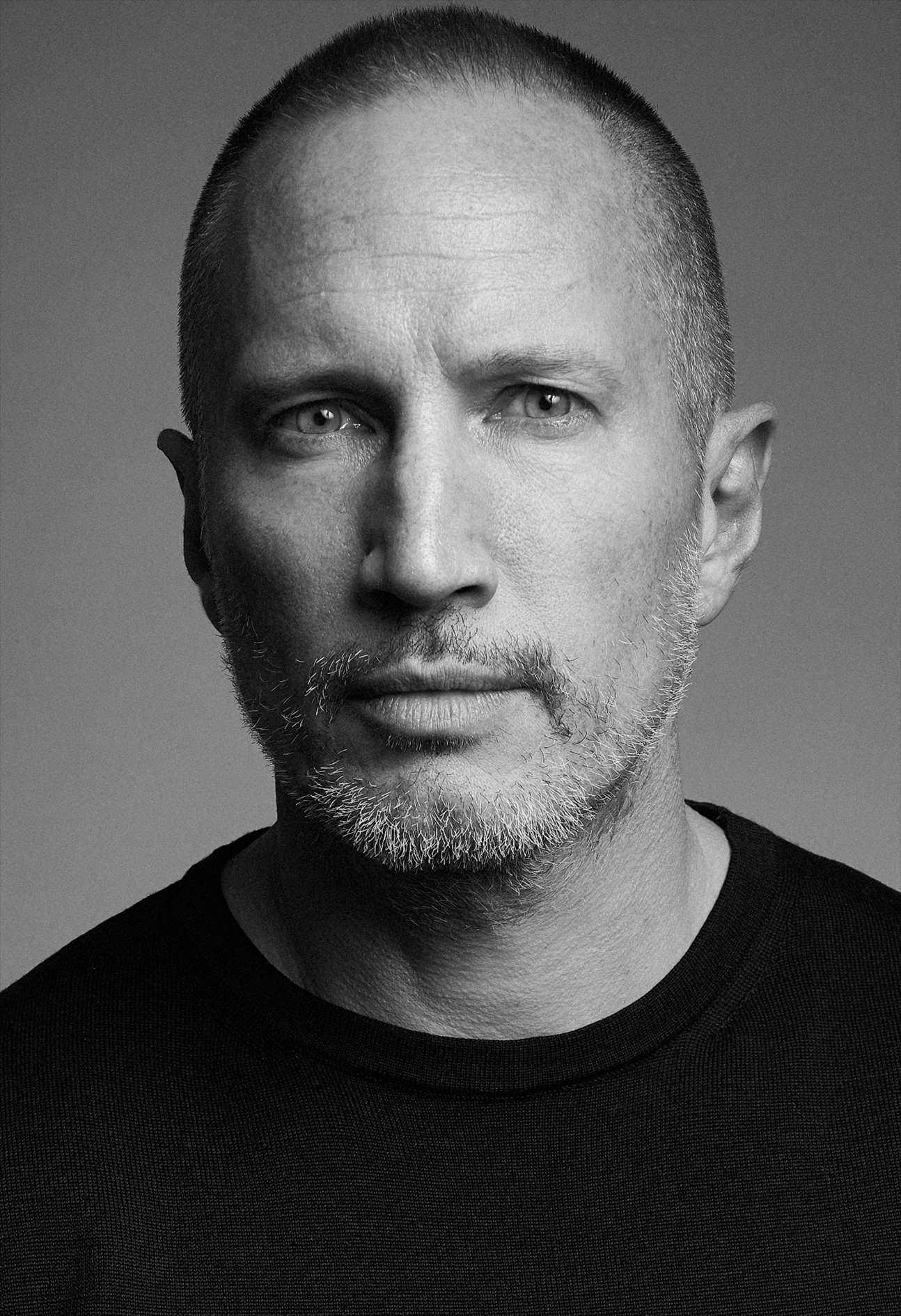
Benno Fürmann (2021)

Benjamin „Benno“ Fürmann (* 17. Januar 1972 in West-Berlin) ist ein deutscher Schauspieler, Hörbuch- und Synchronsprecher.

## Leben
Fürmann verlor im Alter von sieben Jahren seine Mutter, mit fünfzehn seinen Vater, einen Lehrer. Beim S-Bahn-Surfen hatte er mit siebzehn einen schweren Unfall, weswegen er sechs Wochen im Krankenhaus verbringen musste. Er beendete seine Schullaufbahn mit der Mittleren Reife auf dem Internat des Ernst-Kalkuhl-Gymnasiums in Bonn. Danach jobbte er auf Baustellen, als Türsteher und Kulissenschieber.
Als begeisterter Rezitator entschied er sich für die Schauspielerei und erhielt 1991 seine erste kleine Rolle im Fernsehfilm Die zweite Heimat – Chronik einer Jugend. Fürmann ging 1991 nach New York City. 2000 gelang ihm als psychopathischer Medizinstudent Hein in Anatomie neben Franka Potente der Durchbruch. Mit Brian Helgelands Sin Eater – Die Seele des Bösen hatte er 2003 neben Heath Ledger sein Hollywood-Debüt.
Fürmann lebt in Berlin-Prenzlauer Berg und hat eine Tochter.

## Soziales Engagement
Fürmann war Botschafter der Welt-AIDS-Tags-Kampagne 2006, unterstützt den Verein Junge Helden zur Aufklärung über Organspenden, ist Amnesty-International-Aktivist und unterstützt die entwicklungspolitische Organisation ONE.

## Filmografie (Auswahl)
- 1992: Schuld war nur der Bossa Nova
- 1993: Durst
- 1993: Einfach nur Liebe
- 1994: Tatort: Klassen-Kampf (Fernsehreihe)
- 1994: Schicksalsspiel
- 1994: Und tschüss! (Fernsehserie)
- 1995: Belle Époque (Fernsehdreiteiler)
- 1996: Und tschüss! Auf Mallorca (Fernsehfilme zur Serie)
- 1996: Und tschüss! In Amerika
- 1996: Landgang für Ringo
- 1996: Das erste Mal (Fernsehfilm)
- 1997: Polizeiruf 110: Der Sohn der Kommissarin (Fernsehreihe)
- 1998: Die Bubi-Scholz-Story
- 1998: Der Eisbär
- 1998: Kiss my Blood
- 1999: Pünktchen und Anton
- 1999: St. Pauli Nacht
- 1999: ’Ne günstige Gelegenheit
- 2000: Anatomie
- 2000: Freunde
- 2000: Der Krieger und die Kaiserin
- 2000: Kanak Attack
- 2001: Das Staatsgeheimnis
- 2002: Nackt
- 2002: Zwei Seiten der Liebe
- 2002: Wolfsburg
- 2003: Sin Eater – Die Seele des Bösen
- 2003: Mein Haus in Umbrien
- 2004: Die Nibelungen
- 2005: Gespenster
- 2005: Merry Christmas
- 2006: Die Sturmflut (Fernsehfilm)
- 2006: Die Wilden Hühner
- 2006: Kreuzzug in Jeans
- 2007: Pornorama
- 2007: Warum Männer nicht zuhören und Frauen schlecht einparken
- 2007: Die Wilden Hühner und die Liebe
- 2008: Nordwand
- 2008: Speed Racer
- 2008: Mutant Chronicles (The Mutant Chronicles)
- 2008: Überleben unter Wölfen[6]
- 2008: Jerichow
- 2008: Die Wilden Hühner und das Leben
- 2009: Feierlich reist (Kurzfilm)
- 2009: Hinter Kaifeck
- 2009: Dinosaurier – Gegen uns seht ihr alt aus!
- 2010: Die Grenze (Fernsehzweiteiler)
- 2010: Teufelskicker
- 2010: Der Mauerschütze (Fernsehfilm)
- 2011: Tatort: Der Tote im Nachtzug (Fernsehreihe)
- 2011: Tom Sawyer
- 2011: In Darkness
- 2012: Das grüne Wunder – Unser Wald (Sprecher)
- 2013: Hai-Alarm am Müggelsee
- 2013: Weniger ist mehr (Fernsehfilm)
- 2013: In einem wilden Land (Fernsehfilm)
- 2013: Der blinde Fleck
- 2013: Der fast perfekte Mann
- 2013: Alles Schwindel (Fernsehfilm)
- 2014: Kein Entkommen (Fernsehfilm)
- 2014: Die Einsamkeit des Killers vor dem Schuss
- 2014: Nachthelle
- 2014: Quatsch und die Nasenbärbande
- 2015: Heil
- 2015: Survivor
- 2016: Die vierte Gewalt (Fernsehfilm)
- 2016: Volt
- 2016: Zweimal zweites Leben
- 2016: Neu in unserer Familie – Zwei Eltern zu viel (Fernsehfilm)
- 2016: Neu in unserer Familie – Ein Baby für alle (Fernsehfilm)
- 2017: Fühlen Sie sich manchmal ausgebrannt und leer?
- 2017: Ellas Baby (Fernsehfilm)
- seit 2017: Babylon Berlin (Fernsehserie, 7 Folgen in den Staffeln 1 und 2, durchgehend in den Staffel 3 und 4)
- seit 2017: Unser Sandmännchen (als „Geschichtenerzähler“)
- 2018: Intrigo: Tod eines Autors
- 2019: Hanna (Fernsehserie, 4 Folgen)
- 2019: Get Lucky – Sex verändert alles
- 2019: Nachtschicht – Cash & Carry (Krimireihe)
- 2020: 9 Tage wach
- 2020: Der Kommissar und die Wut (Fernsehfilm)
- 2020: Gott, du kannst ein Arsch sein!
- 2020–2021: Biohackers (Fernsehserie)
- 2022: Die Känguru-Verschwörung
- 2023: Landkrimi – Steirerschuld (Fernsehreihe)
- 2023: Club Las Piranjas (Fernsehserie)
- 2024: Sarah Kohr – Zement
- 2024: Der Palast – Aufbruch ins Ungewisse (Fernsehserie, Staffel 2)
- 2024: Für immer Freibad (Fernsehfilm)

## Synchronrollen (Auswahl)
- 2003: Brad Pitt als Sinbad in Sinbad – Der Herr der sieben Meere
- 2004: Antonio Banderas als Gestiefelter Kater in Shrek 2 – Der tollkühne Held kehrt zurück
- 2007: Antonio Banderas als Gestiefelter Kater in Shrek der Dritte
- 2009: als Johnny Mauser in Mullewapp – Das große Kinoabenteuer der Freunde
- 2010: Antonio Banderas als Gestiefelter Kater in Für immer Shrek
- 2011: Antonio Banderas als Gestiefelter Kater in Der gestiefelte Kater
- 2022: Antonio Banderas als Gestiefelter Kater in Der gestiefelte Kater: Der letzte Wunsch

## Hörbücher (Auswahl)
- 2011: Einzlkind: Harold. Brigitte Hörbuch-Edition. Random House Audio ISBN 3-8371-0879-1
- 2012: Anthony Burgess: Clockwork Orange. Random House Audio ISBN 978-3-8371-1737-0
- 2017: Shusaku Endo: Silence. Argon Verlag, ISBN 978-3-8398-1563-2
- 2019: Jocelyne Saucier: Niemals ohne sie. Übers. Sonja Finck. Random House Audio ISBN 3-8371-4689-8 (ungekürzt)
- 2019: Kai Lüftner: Sei kein Frosch! – Ein Tierkrimi in Grün … äh Blau. Argon Verlag ISBN 978-3-8398-4198-3 (ungekürzt)
- 2019: Daniel Defoe: Robinson Crusoe. der Hörverlag
- 2020: Jackie Thomae: Brüder. Audible Studios (gemeinsam mit Ernest Allan Hausmann, Richard Barenberg, Friederike Kempter & Max Hegewald)
- 2022: Gerda Blees: Wir sind das Licht. Random House Audio (gemeinsam mit Claudia Michelsen, Jannik Schümann, Sandrine Mittelstädt)
- 2023: Eltern family – Lieblingsmärchen – Box. Random House Audio & Audible, ISBN 978-3-8371-6666-8 (Anthologie, Lesung mit Robert Stadlober, Nina Kunzendorf u. a.)

## Auszeichnungen und Nominierungen
- 1999: Deutscher Fernsehpreis – Bester Schauspieler Hauptrolle – Fernsehfilm/Mehrteiler für Die Bubi Scholz Story
- 2000: Bayerischer Filmpreis – Bester Darsteller für Freunde
- 2001: Deutscher Shooting Star des europäischen Films
- 2005: Nominierung Goldene Kamera in der Kategorie Bester deutscher Schauspieler
- 2005: Adolf-Grimme-Preis mit Gold für Wolfsburg, zusammen mit Nina Hoss (Darstellung) und Christian Petzold (Buch/Regie)
- 2006: Jupiter – Bester deutscher Darsteller für Merry Christmas
- 2007: Jupiter – Bester TV-Darsteller für Die Sturmflut
- 2008: DIVA-Award – Schauspieler des Jahres (Jurypreis)
- 2009: Sprecherpreis beim Trickfilmfestival Stuttgart
- 2013: Stern des Jahres in der Kategorie „Film“ für die Rolle des Ulrich Chaussy im Politkrimi Der blinde Fleck, Abendzeitung (Regie: Daniel Harrich)[7]

## Buchveröffentlichungen
- Benno Fürmann mit Philipp Hedemann: Unter Bäumen. Die Natur, mein Leben und der ganze Rest. Gräfe und Unzer, München 2023, ISBN 978-3-8338-8758-1